# Équipe de Belgique de football en 1964
Maillots
Chronologie
Saison précédente Saison suivante
L'équipe de Belgique de football dispute en 1964 six rencontres amicales pour un bilan mitigé avec deux victoires, deux défaites et deux nuls.

## Objectifs
Ayant manqué la qualification pour le Championnat d'Europe, les Diables Rouges peuvent se focaliser sur les éliminatoires de la Coupe du monde en Angleterre qui débutent l'année suivante, six rencontres amicales sont au programme afin de leur permettre de préparer ceux-ci au mieux.

## Résumé de la saison
Durant la décennie qui suit, une génération de joueurs offensifs d'envergure émerge parmi les Diables Rouges, avec des joueurs comme Jacques Stockman, Paul Van Himst et Roger Claessen notamment. Mais ces joueurs ne parviennent pas à qualifier le pays pour une grande compétition internationale. La Belgique est éliminée lors des qualifications pour la Coupe du monde 1962 avec quatre défaites en autant de matchs. Deux ans plus tard, elle est battue dès les huitièmes de finale de la Coupe d'Europe des nations par la Yougoslavie. Lors des éliminatoires de la Coupe du monde 1966, la Belgique termine ex æquo avec la Bulgarie. Les deux équipes doivent disputer un match de barrage à Florence pour les départager, que les Bulgares remportent (2-1). Les Diables Rouges échouent également de peu durant les éliminatoires de l'Euro 1968, terminant un point derrière la France,.

## Bilan de l'année
Le bilan des Belges est mitigé avec deux victoires, deux défaites et deux nuls.

## Les matchs
| Match amical                                                  | Belgique               | 0 - 0   | Pays-Bas | Bosuilstadion Deurne, Belgique                |                                               |
| 22 mars 1964 · 15:00 heure locale · Historique des rencontres |                        | (0 – 0) |          | Spectateurs : 43 405 Arbitrage : Kevin Howley | Spectateurs : 43 405 Arbitrage : Kevin Howley |
| 22 mars 1964 · 15:00 heure locale · Historique des rencontres | Rapport (RBFA) Rapport |         |          | Spectateurs : 43 405 Arbitrage : Kevin Howley | Spectateurs : 43 405 Arbitrage : Kevin Howley |

| Match amical                                                   | Suisse                               | 2 - 0   | Belgique | Stade des Charmilles Genève, Suisse                 |                                                     |
| 15 avril 1964 · 20:15 heure locale · Historique des rencontres | Schindelholz 39e · Bertschi (nl) 64e | (1 – 0) |          | Spectateurs : 23 603 Arbitrage : Iginio Rigato (it) | Spectateurs : 23 603 Arbitrage : Iginio Rigato (it) |
| 15 avril 1964 · 20:15 heure locale · Historique des rencontres | Rapport (RBFA) Rapport               |         |          | Spectateurs : 23 603 Arbitrage : Iginio Rigato (it) | Spectateurs : 23 603 Arbitrage : Iginio Rigato (it) |

| Match amical                                                | Belgique               | 1 - 2   | Portugal                       | Stade du Heysel Laeken, Belgique          |                                           |
| 3 mai 1964 · 16:00 heure locale · Historique des rencontres | van den Berg 67e       | (0 – 1) | Eusébio 22e · José Augusto 76e | Spectateurs : 20 508 Arbitrage : Leo Horn | Spectateurs : 20 508 Arbitrage : Leo Horn |
| 3 mai 1964 · 16:00 heure locale · Historique des rencontres | Rapport (RBFA) Rapport |         |                                | Spectateurs : 20 508 Arbitrage : Leo Horn | Spectateurs : 20 508 Arbitrage : Leo Horn |

| Match amical                                                       | Belgique               | 1 - 0   | Pays-Bas | Bosuilstadion Deurne, Belgique                    |                                                   |
| 30 septembre 1964 · 20:00 heure locale · Historique des rencontres | Jurion 87e             | (0 – 0) |          | Spectateurs : 8 786 Arbitrage : Concetto Lo Bello | Spectateurs : 8 786 Arbitrage : Concetto Lo Bello |
| 30 septembre 1964 · 20:00 heure locale · Historique des rencontres | Rapport (RBFA) Rapport |         |          | Spectateurs : 8 786 Arbitrage : Concetto Lo Bello | Spectateurs : 8 786 Arbitrage : Concetto Lo Bello |

Note : Après l'entrée de Jean-Marie Trappeniers à l'issue de la mi-temps, onze joueurs du RSC Anderlechtois furent alignés simultanément pendant les 45 minutes de la seconde période !
| Match amical                                                     | Angleterre                      | 2 - 2   | Belgique                     | British Empire Exhibition Stadium Londres, Angleterre |                                                    |
| 21 octobre 1964 · 19:30 heure locale · Historique des rencontres | Pickering 31e · Hinton (en) 70e | (1 – 2) | Cornelis 22e · Van Himst 42e | Spectateurs : 55 000 Arbitrage : Concetto Lo Bello    | Spectateurs : 55 000 Arbitrage : Concetto Lo Bello |
| 21 octobre 1964 · 19:30 heure locale · Historique des rencontres | Rapport (RBFA) Rapport          |         |                              | Spectateurs : 55 000 Arbitrage : Concetto Lo Bello    | Spectateurs : 55 000 Arbitrage : Concetto Lo Bello |

| Match amical                                                     | Belgique                         | 3 - 0   | France | Stade du Heysel Laeken, Belgique                 |                                                  |
| 2 décembre 1964 · 19:30 heure locale · Historique des rencontres | Van Himst 16e · Vermeyen 76e 87e | (1 – 0) |        | Spectateurs : 5 917 Arbitrage : Rudolf Kreitlein | Spectateurs : 5 917 Arbitrage : Rudolf Kreitlein |
| 2 décembre 1964 · 19:30 heure locale · Historique des rencontres | Rapport (RBFA) Rapport           |         |        | Spectateurs : 5 917 Arbitrage : Rudolf Kreitlein | Spectateurs : 5 917 Arbitrage : Rudolf Kreitlein |

## Les joueurs
| Joueurs                | Joueurs              | Amical | Amical | Amical | Amical | Amical | Amical |
| ---------------------- | -------------------- | ------ | ------ | ------ | ------ | ------ | ------ |
| Gardiens de but        |                      |        |        |        |        |        |        |
| Jean Nicolay           | Standard de Liège    | 90     | 90     | 90     |        | 90     | 90     |
| Guy Delhasse           | RFC Liégeois         | r      | r      | r      | 46e    | r      | r      |
| Jean-Marie Trappeniers | RSC Anderlechtois    |        |        |        | 46e    |        |        |
| Défenseurs             |                      |        |        |        |        |        |        |
| Georges Heylens        | RSC Anderlechtois    | 90     | 90     |        | 90     | 90     | 90     |
| Jean Plaskie           | RSC Anderlechtois    | 90     | 90     | 90     | 90     | 90     | 90     |
| Guillaume Raskin       | R Beerschot AC       | 90     | 90     | 90     |        |        |        |
| Jean Cornelis          | RSC Anderlechtois    | 90     | 90     | r      | 90     | 90     | 90     |
| Émile Lejeune          | RFC Liégeois         | r      |        |        |        |        |        |
| Robert Willems         | K Lierse SK          |        | r      |        |        | r      | r      |
| Laurent Verbiest       | RSC Anderlechtois    |        |        | 90     | 90     | 90     | 90     |
| Robert Weyn            | R Beerschot AC       |        |        |        | r      |        |        |
| Milieux                |                      |        |        |        |        |        |        |
| Pierre Hanon           | RSC Anderlechtois    | 90     | 90     | 90     | 90     |        |        |
| Jef Jurion             | RSC Anderlechtois    | 90     | 90     | 90     | 90     | 90     | 90     |
| Yves Baré              | RFC Liégeois         | r      | r      | 90     |        |        |        |
| Léon Semmeling         | Standard de Liège    |        |        | 90     |        |        | r      |
| Gérard Sulon           | RFC Liégeois         |        |        |        | r      | 90     | 90     |
| Attaquants             |                      |        |        |        |        |        |        |
| Roger Claessen         | Standard de Liège    | 90     | 30e    |        |        |        |        |
| Paul Van Himst         | RSC Anderlechtois    | 90     | 30e    | 90     | 90     | 90     | 90     |
| Paul van den Berg      | Union Saint-Gilloise | 90     | 90     | 90     | r      | 90     | 90     |
| Wilfried Puis          | RSC Anderlechtois    | 90     |        | r      | 90     | 90     | 90     |
| Julien Van Roosbroeck  | KFC Diest            | r      | 90,    |        |        |        |        |
| Karel Beyers           | Royal Antwerp FC     |        | 90,    |        |        |        |        |
| Marcel Paeschen        | Standard de Liège    |        |        | 90     |        |        |        |
| Jacques Stockman       | RSC Anderlechtois    |        |        | r      | 90     | r      | r      |
| Johan Devrindt         | RSC Anderlechtois    |        |        |        | 90     | r      |        |
| Frans Vermeyen         | K Lierse SK          |        |        |        |        | 90     | 90     |

Un « r » indique un joueur qui était parmi les remplaçants mais qui n'est pas monté au jeu.
1. 1 2 3 4 5  Première sélection officielle pour le joueur.
2. 1 2  Premier but officiel pour le joueur.
3. 1 2 3  Dernière sélection officielle pour le joueur.

## Aspects socio-économiques

### Couverture médiatique
| Jour de diffusion | Match                 | Compétition | Diffuseur francophone | Diffuseur néerlandophone |
| ----------------- | --------------------- | ----------- | --------------------- | ------------------------ |
| 22 mars 1964      | Belgique - Pays-Bas   | Amical      | non diffusé           | non diffusé              |
| 15 avril 1964     | Suisse - Belgique     | Amical      | RTB                   | BRT                      |
| 3 mai 1964        | Belgique - Portugal   | Amical      | non diffusé           | non diffusé              |
| 30 septembre 1964 | Belgique - Pays-Bas   | Amical      | RTB                   | BRT                      |
| 21 octobre 1964   | Angleterre - Belgique | Amical      | RTB                   | BRT                      |
| 2 décembre 1964   | Belgique - France     | Amical      | RTB                   | BRT                      |

Source : Programme TV dans Gazet van Antwerpen.

## Sources

### Archives
1. ↑  (nl) « Concentra online archief », sur krantenarchief.concentra.be, Mediahuis.